# Campionato italiano di hockey su prato
Il  campionato italiano di hockey su prato è un insieme di tornei nazionali istituiti dalla Federazione Italiana Hockey (FIH). I campionati sono suddivisi e organizzati in quattro livelli: i primi tre si disputano a livello nazionale, mentre il restante a livello regionale. La Federazione Italiana Hockey organizza e dirige la Serie A Élite, la Serie A1, la Serie A2 e la Serie B. L'organico complessivo delle due leghe superiori consta di un totale di 20 società.
Ogni squadra affronta tutte le altre compagini del raggruppamento di appartenenza due volte, una presso il proprio campo (partita in casa), una presso il campo avverso (partita in trasferta) con uno svolgimento che è detto Girone all'italiana. Si assegnano tre punti alla squadra che vince una partita, un punto a ciascuna squadra in caso di pareggio e zero alla squadra sconfitta.

## Campionati nazionali

### Serie A Élite
È un torneo che si svolge tra otto squadre: la squadra che ottiene il maggior numero di punti si aggiudica il titolo di campione d'Italia, denominato e contraddistinto da un apposito scudetto. Le ultime due squadre in graduatoria vengono retrocesse in Serie A1.

### Serie A1
È composta da due gironi da sei squadre ciascuno. La prima di ogni girone viene promossa alla categoria superiore (Serie A Élite), mentre l'ultima viene retrocessa nella Serie A2.

### Serie A2
È composta da due gironi da sei squadre ciascuno. La prima di ogni girone viene promossa alla categoria superiore (Serie A1), mentre l'ultima viene retrocessa nella Serie B.

## Campionato regionale

### Serie B
È suddivisa in molti gironi regionali: con vario numero di partecipanti. Ciascun girone esprime una squadra che disputerà i play-off, mentre non ci sono retrocessioni.

## Struttura dei campionati
| Livello | Divisione                                               | Divisione                                               | Divisione                                               | Divisione                                               | Divisione                                               | Divisione                                               | Divisione                                               | Divisione                                               | Divisione                                               | Divisione                                               | Divisione                                               | Divisione                                               |
| ------- | ------------------------------------------------------- | ------------------------------------------------------- | ------------------------------------------------------- | ------------------------------------------------------- | ------------------------------------------------------- | ------------------------------------------------------- | ------------------------------------------------------- | ------------------------------------------------------- | ------------------------------------------------------- | ------------------------------------------------------- | ------------------------------------------------------- | ------------------------------------------------------- |
| 1       | Federazione Italiana Hockey Serie A Élite 8 squadre     | Federazione Italiana Hockey Serie A Élite 8 squadre     | Federazione Italiana Hockey Serie A Élite 8 squadre     | Federazione Italiana Hockey Serie A Élite 8 squadre     | Federazione Italiana Hockey Serie A Élite 8 squadre     | Federazione Italiana Hockey Serie A Élite 8 squadre     | Federazione Italiana Hockey Serie A Élite 8 squadre     | Federazione Italiana Hockey Serie A Élite 8 squadre     | Federazione Italiana Hockey Serie A Élite 8 squadre     | Federazione Italiana Hockey Serie A Élite 8 squadre     | Federazione Italiana Hockey Serie A Élite 8 squadre     | Federazione Italiana Hockey Serie A Élite 8 squadre     |
| 2       | Federazione Italiana Hockey Serie A1 Girone A 6 squadre | Federazione Italiana Hockey Serie A1 Girone A 6 squadre | Federazione Italiana Hockey Serie A1 Girone A 6 squadre | Federazione Italiana Hockey Serie A1 Girone A 6 squadre | Federazione Italiana Hockey Serie A1 Girone A 6 squadre | Federazione Italiana Hockey Serie A1 Girone A 6 squadre | Federazione Italiana Hockey Serie A1 Girone B 6 squadre | Federazione Italiana Hockey Serie A1 Girone B 6 squadre | Federazione Italiana Hockey Serie A1 Girone B 6 squadre | Federazione Italiana Hockey Serie A1 Girone B 6 squadre | Federazione Italiana Hockey Serie A1 Girone B 6 squadre | Federazione Italiana Hockey Serie A1 Girone B 6 squadre |
| 3       | Federazione Italiana Hockey Serie A2 Girone A 6 squadre | Federazione Italiana Hockey Serie A2 Girone A 6 squadre | Federazione Italiana Hockey Serie A2 Girone A 6 squadre | Federazione Italiana Hockey Serie A2 Girone A 6 squadre | Federazione Italiana Hockey Serie A2 Girone A 6 squadre | Federazione Italiana Hockey Serie A2 Girone A 6 squadre | Federazione Italiana Hockey Serie A2 Girone B 6 squadre | Federazione Italiana Hockey Serie A2 Girone B 6 squadre | Federazione Italiana Hockey Serie A2 Girone B 6 squadre | Federazione Italiana Hockey Serie A2 Girone B 6 squadre | Federazione Italiana Hockey Serie A2 Girone B 6 squadre | Federazione Italiana Hockey Serie A2 Girone B 6 squadre |
| 4       | Federazione Italiana Hockey Serie B                     | Federazione Italiana Hockey Serie B                     | Federazione Italiana Hockey Serie B                     | Federazione Italiana Hockey Serie B                     | Federazione Italiana Hockey Serie B                     | Federazione Italiana Hockey Serie B                     | Federazione Italiana Hockey Serie B                     | Federazione Italiana Hockey Serie B                     | Federazione Italiana Hockey Serie B                     | Federazione Italiana Hockey Serie B                     | Federazione Italiana Hockey Serie B                     | Federazione Italiana Hockey Serie B                     |